# アミノラジカル

化学においてアミノラジカル (英: Amino radical) または アミドゲン（英: Amidogen）とは、化学式 ·NH2 で表されるラジカルである。アンモニアの水素が1つ無くなった構造をしている。化学反応の中間体としてのみ知られ、単離することはできない。